# Garçonne

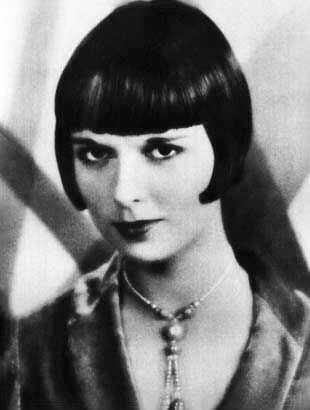
L'actriu estatunidenca Louise Brooks, prototip de la garçonne

Garçonne (francès) o flapper (anglès) és un arquetip de dones joves occidentals destacades després de la Primera Guerra Mundial i durant la dècada de 1920 (els anys folls) desafiava les rígides normes tradicionals de conducta femenina; forma de vida que es traduïa externament en una indumentària específica, l'estil garçonne, un corrent de moda que dominà els anys vint i que els representa encara en la memòria popular. Portaven faldilles curtes (l'alçada dels genolls es considerava curta durant aquest període), el cabell estil Bob cut, escoltaven jazz i feien gala del seu menyspreu pels codis de comportament decent vigents. Les Garçonne varen destacar per portar molt maquillatge, beure alcohol, fumar cigarrets en públic, conduir automòbils, tractar el sexe d'una manera casual i, d'altra manera, ignorar les normes socials i sexuals.
Més enllà d'estil propi dels anys vint, el fenomen garçonne constituí una forma de lluita (quotidiana) per l'emancipació de les dones, així com una reivindicació (pel fet) de la igualtat entre els sexes; reflecteix una mutació cultural en la concepció del paper del gènere femení que prefigura la dona actual.
Tot i que s'associava principalment als Estats Units, aquest arquetip de "noia moderna" era un fenomen mundial que tenia altres noms segons el país, com ara joven moderna a l'Argentina o garçonne a França o moga al Japó, tot i que el terme americà "flapper" era el més estès internacionalment.

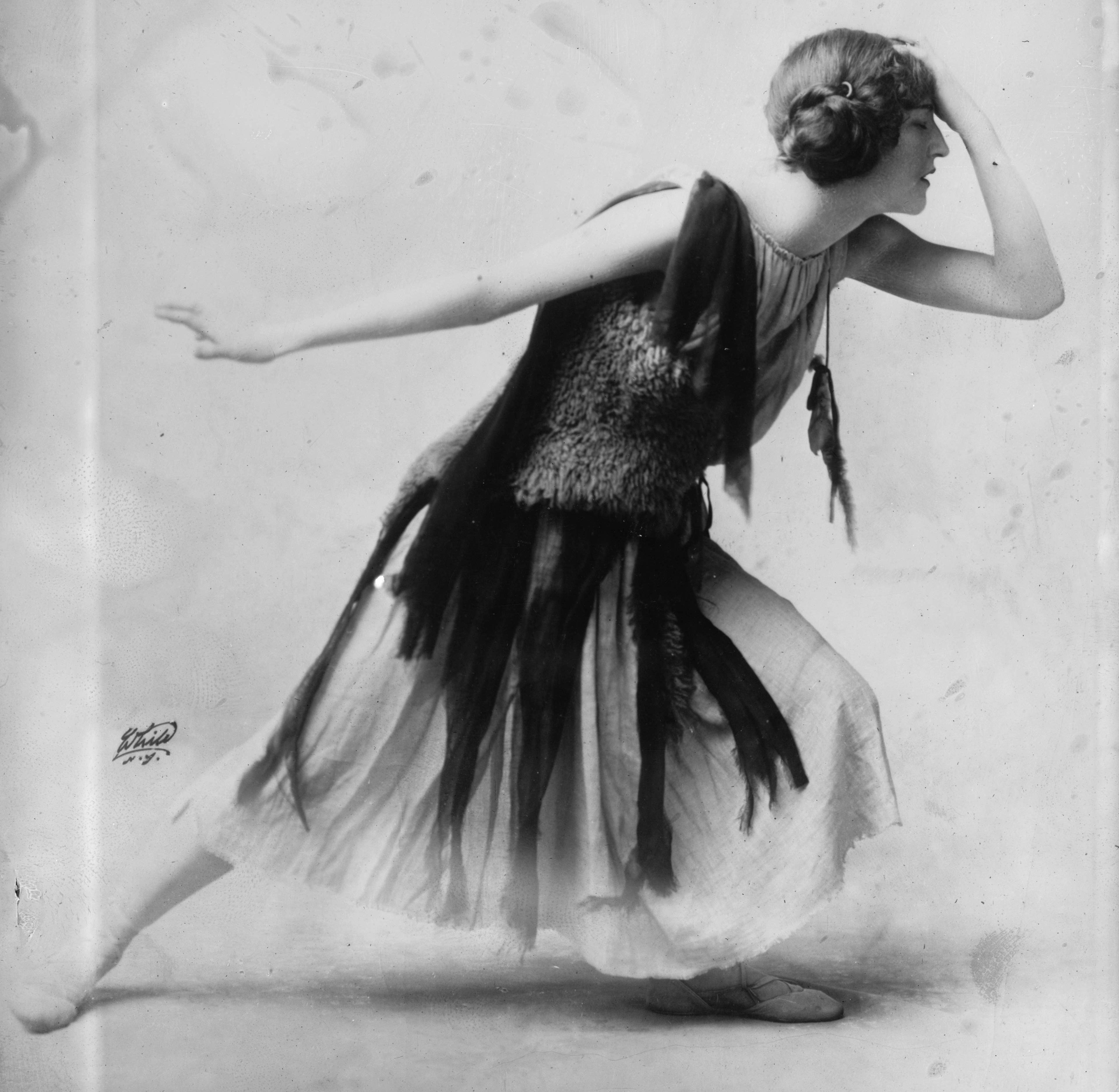
Violet Romer amb un vestit de solapa c. 1915

## Etimologia
El terme mateix de garçonne procedeix --de manera prou transparent-- del francès garçonne, feminització de garçon ('noi, xic, al·lot'), i fa referència a la (relativa) androgínia manifestada en els cabells curts, etc. La denominació francesa fou adoptada coetàniament per les altres llengües romàniques (entre les quals el català), i s'ha consolidat amb el temps i l'ús constant. L'estil de pentinat en altres llengües es coneix com a bob cut (anglès), bubikopf (alemany) i garson (гарсон)(rus).
Per altra banda el terme d'argot "flapper" pot derivar d'un ús anterior al nord d'Anglaterra per a significar "adolescent", referint-se a una persona que encara no té els cabells arrancats i la cua trenada de la qual "s'aixeca" a l'esquena, o d'una paraula més antiga que significa "prostituta". La paraula argot "flap" s'utilitzava per a una jove prostituta ja el 1631. A la dècada de 1890, la paraula "flapper" s'utilitzava en algunes localitats com a argot tant per a una prostituta molt jove, i, en un sentit més general i menys despectiu, de qualsevol noia viva d'edat mitjana.
L'ús estàndard no argot va aparèixer a la impremta ja el 1903 a Anglaterra i el 1904 als Estats Units, quan el novel·lista Desmond Coke el va utilitzar en la seva història universitària sobre la vida d'Oxford, Sandford of Merton: "Hi ha un flapper impressionant". El 1907, l'actor anglès George Graves ho va explicar als nord-americans com un argot teatral per a acrobàcies joves intèrprets escèniques. La flapper també era coneguda com una ballarina, que ballava com un ocell, batejant els braços mentre feia el moviment de Xarleston. Aquest moviment es va convertir en un ball força competitiu durant aquesta època.
L'any 1908, diaris tan seriosos com The Times utilitzaven el terme, encara que amb una explicació acurada: "Una 'flapper', podem explicar, és una jove que encara no ha estat ascendida a vestits llargs i a portar els cabells 'alçats'. L'abril de 1908, la secció de moda de The Globe and Traveller de Londres contenia un esbós titulat "El vestit de la jove" amb l'explicació següent:
| «                         | Els nord-americans i els afortunats anglesos els diners i l'estatus dels quals els permeten entrar lliurement en termes d'argot... anomeneu el tema d'aquestes línies "flapper". L'adequació d'aquest terme no em mou a una admiració tan sincera dels sorprenents poders d'enriquir la nostra llengua que els nord-americans reconeixen modestament que posseeixen... , [i] de fet, amb prou feines mereixeria l'honor d'un moment de la meva atenció, sinó pel fet que busco en va qualsevol altra expressió que s'entengui per significar aquell jove important, la donzella d'uns setze anys. | » |
| — The Globe and Traveller | |   |

L'estil és d'una noia amb un vestit amb una faldilla llarga, "que té la cintura força alta i semi-Indumentària estil Imperi, ... força sense retallar, la seva senzillesa s'alleuja amb una faixa nuada descuidadament al voltant de la faldilla".

## Lagarçonnecom a forma de vida
En efecte, la garçonne adoptava una actitud franca i informal, sovint provocativa; sortia de nits, tota sola o amb amigues, és a dir, no necessàriament acompanyada d'un home, cosa fins llavors inèdita; ballava frenèticament al so d'estils musicals joves, d'arrel afroamericana, com el jazz i el xarleston, fumava, bevia i mantenia relacions sexuals extramatrimonials sense encobrir-les de la hipocresia puritana de rigor.

## Lagarçonnecom a moda

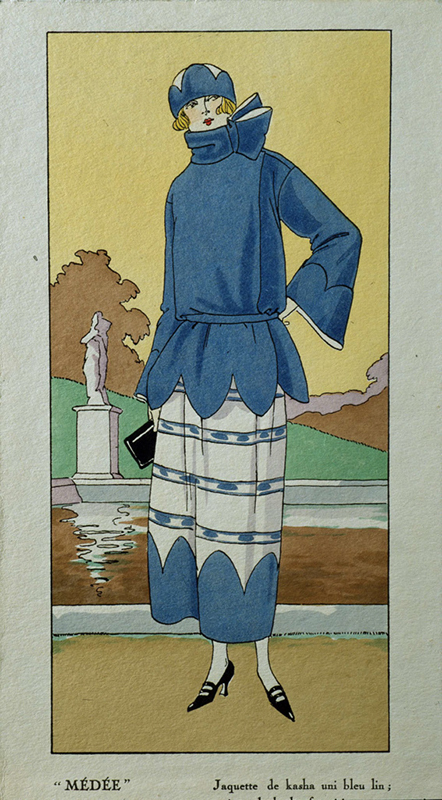

Quant a la indumentària, la moda garçonne cercava una línia andrògina, com a reacció contra els segles de sotmetiment a estils "ultrafemenins" recarregats que entrebancaven els moviments. Així, es duien vestits o conjunts tubulars i de cintura baixa que dissimulaven els pits i les cuixes. Els cabells es duien curts, generalment en forma de cabellera curta (à la garçonne), sovint pentinada a l'estil Cleòpatra; en alguna ocasió, molt curts, imitant l'estil masculí. La lligadura característica de la garçonne era el barret de campana. Les sabates eren de taló baix, com les dels homes (tot i que el disseny era inconfusiblement femení). També era característic de la garçonne anar molt maquillada, en una època en què això era inhabitual i es jutjava poc decent. Les ànsies d'alliberament i la necessitat de menar una vida activa es manifestaven també en la substitució de la cotilla per roba interior còmoda i d'estil modern (i conscientment sexi): sostenidors, calces de camal curt o sense, faixa i mitges de seda (rarament negres en aquesta època) amb portalligues.
Les faldilles eren curtes. Per primera volta en la història de la indumentària femenina, les cames es descobriren fins al genoll. El 1924, les faldilles arriben a uns 26 cm del terra; el 1925, a 30 o 35cm; el 1926, a uns 40 cm. A partir d'aquest moment s'allarguen progressivament fins al 1930, ja fora d'aquest període, en què s'estabilitzaran a 30 o 32 cm del terra, tot establint la línia característica dels anys trenta.
També hi hagué dones que començaren a usar pantalons. I moltes més adoptaren el pijama en substitució de la tradicional camisa de dormir.
En aquest període l'estil garçonne, en tant que moda de vestimenta, fou adaptat en una forma o altra per moltes dones de diversos trams d'edat, fins a esdevenir majoritari.
No totes les dones vestides i pentinades més o menys à la garçonne, per moda, eren garçonnes pròpiament dites quant a la forma de vida.

## Apoteosi i fi de lagarçonne
En la gènesi del fenomen garçonne hi ha, en bona part, l'experiència de les dones durant la Primera Guerra Mundial, quan, essent els homes al front, foren mobilitzades massivament pel mercat de treball i adquiriren una certa independència econòmica i major mobilitat social, alhora que, per necessitats pràctiques, adoptaven una indumentària més còmoda (faldilles escurçades, viso en comptes d'una pila d'enagos, etc.). Acabada la guerra, moltes noies (procedents de la burgesia, però també del proletariat urbà) se sublevaren contra la voluntat manifesta de fer involucionar les dones a llur paper anterior. En això se sumà el vitalisme juvenil i també l'ànsia de diversió, universal en la postguerra.
El fenomen garçonne es manifestà arreu del món euròpid (incloent-hi l'URSS, on les autoritats l'interpretaren, erròniament, com a decadentisme petitburgès); París, Berlín i els EUA en foren les puntes de llança. Fou recollit de seguida per la literatura, el cinema, les revistes populars, etc., que en multiplicaren el ressò. Així, ja el 1920 Hollywood produïa el film de Frances Marion The flapper, amb Olive Thomas; el 1922, a França, Victor Margueritte publicava la controvertida novel·la La Garçonne. La nova dona libèrrima i indòmita tindria la plasmació cinematogràfica més fascinadora en la Lulú (de la pel·lícula Loulou, die Büchse der Pandora, 1929) de G. W. Pabst, interpretada per Louise Brooks.
La Gran Depressió d'abast mundial iniciada el 1929 amb el crack del petroli imposà noves condicions de vida i transformà les actituds, la qual cosa comportà la fi de l'hedonisme que havia caracteritzat els anys vint, i, juntament amb aquest, la desaparició de la garçonne. Les antigues garçonnes tendiren a menar una vida més estable, sense renunciar necessàriament a llurs principis. També la moda es transformà de manera ràpida i profunda per a donar lloc a la línia característica dels anys trenta, amb cabelleres i faldilles més llargues i amb roba que ja no dissimulava la forma del cos. Als anys trenta, a més, s'assistí a una reacció conservadora en usos i costums, en un context inestable de forta crisi econòmica, política i social. Pel que fa a la condició femenina, però, les coses ja no tornarien mai a ser com abans de la guerra.